# Constantin Gogu
Constantin Gogu, dit parfois Constantin Gogou, né le 30 mai 1854  à Câmpulung, dans la Principauté de Valachie et mort le 30 janvier 1897 en Roumanie, est un mathématicien et astronome roumain, spécialiste de la théorie de la Lune.

## Biographie
Après des études primaires dans sa ville natale, il s’inscrit en 1873 à l’université de Bucarest.  En 1877, il part à Paris comme boursier et y obtient une licence de mathématiques. Entre 1879 et 1881, il suit en particulier des cours d’astronomie à Paris et, le 7 février 1882, obtint son doctorat es sciences mathématiques.  
À partir de 1887, il est professeur de géométrie analytique à l’université de Bucarest, où ses cours sont suivis en particulier par le futur astronome et directeur de l'Observatoire de Bucarest Nicolae Coculescu et par le futur mathématicien Gheorghe Țițeica, ainsi qu'à l’école des Ponts et Chaussées. Puis à partir de 1890, il est professeur à l’école des officiers d’artillerie et du génie et à l’école d’architecture. Il est élu membre correspondant de l’Académie roumaine en 1889.
En 1894, il fonde la Société des amis des sciences mathématiques, qui fusionne trois ans plus tard avec la Société des sciences physiques de Bucarest, et devient la Société des sciences de Bucarest (la future Société roumaine des sciences) : Gogu en est le premier président, juste avant sa mort fin janvier 1897.

## Travaux
Dans sa thèse de doctorat (1882), Constantin Gogu reprend le problème du mouvement de la Lune. Le mouvement moyen observé de la Lune diffère de celui prédit par la théorie, lorsque celle-ci ne tient compte que de l’action perturbatrice du Soleil. L’action des planètes proches de la Terre, comme Vénus ou Mars, pouvant créer des inégalités à longue période dans le mouvement, a donc été introduite par certains astronomes. Gogu corrige dans sa thèse des calculs d’une inégalité de la longitude de la Lune prenant en compte Mars et publiés par  Edmund Neison dans les notes mensuelles de la  Royal Astronomical Society britannique en 1878 ;  en raffinant l’ordre d’approximation et en prenant en compte l’inclinaison de l’orbite de Mars sur l’écliptique, au moyen de calculs longs et difficiles (497 opérations), Gogu montre que, contrairement aux conclusions de Neison, cette inégalité est négligeable.
L’astronome américain John Stockwell ayant attaqué des résultats de Charles-Eugène Delaunay (mort accidentellement en 1872), Félix Tisserand suggère à Gogu de reprendre ses calculs. Ceux-ci mettent en évidence l’erreur de Stockwell et  confirme les résultats de Delaunay,.  
Les résultats de Gogu sont repris dans plusieurs manuels de mécanique céleste, ainsi que dans les travaux sur lesquels les missions lunaires d’Apollo ont été ensuite basées.

## Ouvrages et articles
- Cours de géométrie analytique, lithographié, rédigé par Gheorghe Țițeica.
- Constantin Gogou, Sur une inégalité lunaire à longue période due à l'action perturbatrice de Mars, Paris, Gauthier-Villars, 1882, 103 p.
- Constantin Gogu, « Sur une objection présentée par M. Stockwell contre la théorie du mouvement de la Lune de Delaunay », Annales de l'Observatoire impérial de Paris, vol. 18,‎ 1885, E1-E24 (lire en ligne).
- Constantin Gogu, « Sur une inégalité lunaire à longue période », Memoirs of the Royal Astronomical Society, vol. 48,‎ 1885.
- (ro) Constantin Gogu, « Scrisoare asupra regulelor întrebuinţate pentru găsirea zilelor Paştelor [Lettres sur les règles utilisées pour la détermination des jours de Pâques] », Recreaţii ştiinţifice, vol. 6,‎ 1888.